# Adam Półtawski
 (novembre 2022).
Si vous disposez d'ouvrages ou d'articles de référence ou si vous connaissez des sites web de qualité traitant du thème abordé ici, merci de compléter l'article en donnant les références utiles à sa vérifiabilité et en les liant à la section « Notes et références ».

L'Antykwa_poltawskiego, une fonte de Półtawski

Adam Jerzy Półtawski (né le 17 mai 1881 à Varsovie et mort le 19 septembre 1952 à Cracovie) est un graphiste, typographe et enseignant polonais. Il est l'auteur des polices suivantes : Antykwa Polska (maintenant appelée Antykwa Półtawskiego, d'après le nom de famille de son auteur), en 1924–1928, et Mediewal Polski, qui ne fut pas publiée. Il est le père du professeur Andrzej Półtawski, philosophe, et le beau-père de la docteure Wanda Półtawska, psychiatre.
Il a conçu la mise en page d'impression et la conception graphique (initiales, ornements, vignettes et interludes) du magazine Chimera et, entre autres, des Écrits rassemblés de Cyprian Kamil Norwid et de l'œuvre Unia Horodelska, récompensée par une médaille d'or à l'Exposition Internationale des Arts Décoratifs de Paris en 1925. Il était lié aux cercles artistiques de Varsovie, Lublin et Kielce.

## Biographie

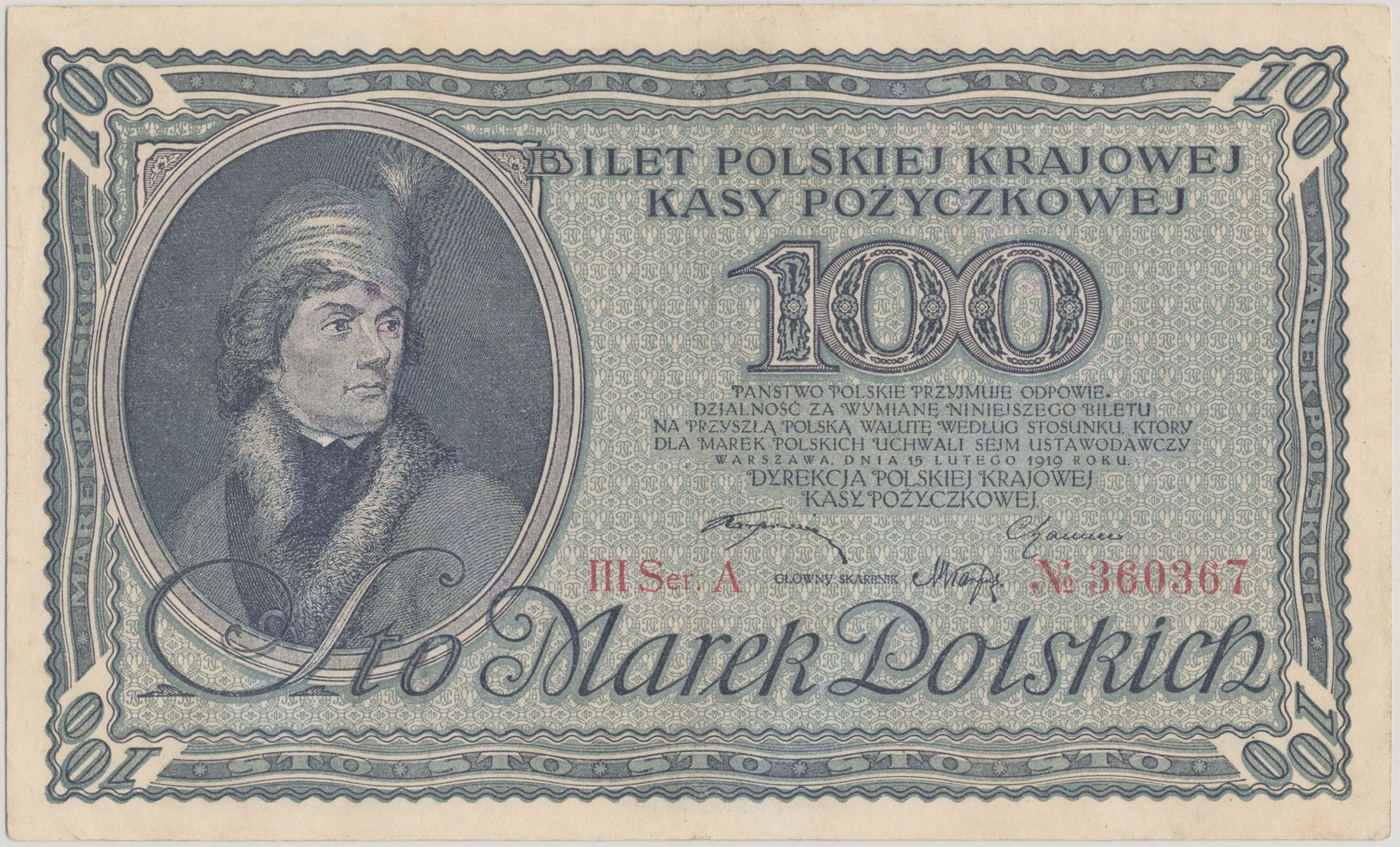
100 marks polonais de 1919

Il était le fils d'Antoni Półtawski et de Kazimiera Półtawska, née Drzewieckie. Il a étudié l'histoire de l'art, la physique et la chimie à l'université Jagellonne ainsi que la peinture à l'Académie des beaux-arts de Cracovie, où il a étudié le dessin avec Józef Mehoffer. Ensuite, pour approfondir ses connaissances et ses compétences artistiques, il a d'abord déménagé à Munich, où il a étudié à l'Académie locale, puis à Paris et Leipzig, où il a fréquenté l'École technique supérieure d'imprimerie, et enfin à Berlin, où il a étudié à Kunstschule des Westens.
Dans l'entre-deux-guerres, il a travaillé comme graphiste en chef dans la maison Bolesław Wierzbicki à Varsovie (1912–1914 et 1919–1922). Il a conçu, entre autres, les billets polonais des premières années de l'indépendance. Puis il fut directeur technique de l'imprimerie Łazarski (1927–1930).
Il a enseigné les techniques d'impression et le graphisme à l'École supérieure de journalisme de Varsovie dans les années 1930, à l'École de l'industrie graphique (1926-1944), à l'École salésienne des métiers d'art à Varsovie (1923/1924 et 1932–1939) où, avec Stanisław Ostoja-Chrostowski, il dirigea le Studio graphique expérimental et l'École graphique supplémentaire publique de Varsovie (1931–1933). Il a également donné des conférences sur les techniques graphiques et les problèmes d'impression dans le cadre des cours de comptabilité de l'Université polonaise libre. Au cours de vingt années, il a marqué sa présence dans la vie artistique en tant qu'organisateur et participant de nombreuses expositions graphiques en Pologne et à l'étranger, se spécialisant principalement dans les ornements de livres et les ex-libris. Il a également pratiqué le dessin, la peinture de miniatures et diverses autres techniques graphiques. Il a conçu des impressions d'actions et d'obligations, il a conçu un billet de cent marks, qui fut le premier billet de banque de la Pologne de l'entre-deux-guerres.
Pendant l'occupation, il a organisé et dirigé des cours clandestins d'arts graphiques. Beaucoup de ses œuvres ont été détruites pendant l'insurrection de Varsovie, dont des œuvres expérimentales réalisées au sein du studio graphique expérimental. Il a par la suite été déporté à Żarnowiec.
Après la guerre, il s'est installé à Lublin, où il a œuvré au sein de l'Union des artistes polonais. Il a passé les dernières années de la vie dans la ville de Kielce, en travaillant comme directeur technique de l'imprimerie de l'Unité (1945-1949).
Il était membre de l'Association des graphistes polonais, était également cofondateur de la Société artistique de Varsovie et du Cercle des graphistes de publicité, et membre honoraire de la Société des bibliophiles polonais. Il a été coéditeur de "Grafika Polska" et de "Grafika", l'organe de l'Union des artistes polonais.
Ses œuvres sont conservées à la Bibliothèque nationale de Varsovie, à la bibliothèque de l'Université de Varsovie et par la famille de l'artiste.
Par décision du Président de la République de Pologne du 22 juillet 1952, à la demande du ministre de la culture et des affaires artistiques, il a reçu pour son mérite dans le domaine culturel et artistique, la Croix d'Or du Mérite.